# Victime
Pour les articles homonymes, voir Victime (homonymie).
Une victime est une personne ou une entité qui a subi un préjudice ou un dommage physique, matériel ou moral.
Elle subit les mauvais traitements, les injustices d'autrui, ou subit les conséquences d'un accident, d'une catastrophe, d'un cataclysme.

## Description
Les dommages subis par la victime peuvent être de diverses natures : physique, corporel, psychique, moral, social, ou économique. Des démarches logistiques, médicales, juridiques, sociales ou psychologiques (seules ou combinées) sont nécessaires pour revenir à une forme de vie normale. Quoique les individus disposent d'une capacité de se remettre en route appelée parfois résilience, un appui de tiers ou l'appartenance à une communauté un tant soit peu compatissante sont des facteurs facilitant le rétablissement de la victime.
Le premier accueil qu'une victime reçoit peut être déterminant pour la bonne évolution du rétablissement spontané de son intégrité et de son autonomie.
C'est une des trois personnes de la triade victime-sauveur-persécuteur décrite en analyse transactionnelle.
Le fait de reprocher à une victime le dommage qu'elle a subi est un procédé qui relève du victim blaming.

## La victime selon les médias
Il n'est pas rare que dans les médias le mot victime soit utilisé à la place des mots mort ou  blessé.

 Par exemple : L'incendie à totalement détruit trois maisons mais heureusement il n'y a aucune victime.

Certes, il n'y a ni mort ni blessé, de victime corporelle mais les propriétaires ou les locataires sont bel et bien des victimes car ils ont subi un dommage matériel et un préjudice moral.
D'abord, ils ont perdu un bien dont la valeur marchande peut être importante.
Ensuite, la destruction de leur foyer, acquis parfois au prix de toute une vie de labeur, est souvent vécue comme un traumatisme dont on sort difficilement indemne.

## Droit par pays

### Canada

#### Droit civil québécois
En droit civil québécois, une victime directe est la personne à l'égard de qui une faute a été commise et qui a subi un préjudice, lorsqu'il y a un lien de causalité entre la faute et le préjudice. Dans le contexte de la détermination des victimes par ricochet, la possibilité d'être englobé dans la notion de victime par ricochet est large car toute personne a une responsabilité civile envers « autrui » et cette notion d'autrui est interprétée largement, en vertu d'un ancien arrêt de la Cour suprême appelé Regent Taxi and Transport Co. c. Congrégation des Petits Frères de Marie. Mais des lois particulières comme l'ancienne LIVAC peuvent prévoir une définition plus étroite de la victime dans des circonstances particulières.

#### Common law canadienne
En common law canadienne, une  victime civile est celle qui a subi un dommage commis par l'auteur d'un délit civil. Le délit civil peut être soit un délit civil intentionnel, soit un délit civil de négligence ou un autre type de délit, chaque délit ayant ses propres critères de responsabilité. Dans le cas du délit civil de négligence, la notion de victime s'apprécie selon le principe du prochain (anglais: neighbour principle), le dommage devant être raisonnablement prévisible avec un lien de proximité suffisant à l'égard de la victime.

#### Droit pénal canadien
En droit pénal canadien, les victimes d'actes criminels et leurs proches ont des droits dans la procédure pénale en vertu de la Charte canadienne des droits des victimes.

### France

#### Victime d'un dommage de travaux publics
En droit administratif, on considère que l'ouvrage public ou le travail public doit profiter pareillement à tous. Cette égalité est rompue si quelqu'un qui a payé l'ouvrage (par l'impôt) n'en est pas bénéficiaire (car victime). Cette victime peut alors avoir trois statuts :
- Victime participante : ce n'est pas dans la situation la plus favorable pour la victime, puisqu'elle tire un avantage du travail ou de l'ouvrage public. On lui applique donc un régime de responsabilité pour faute (c'est-à-dire de droit commun). C'est à la victime d'apporter la preuve de la faute de l'administration.

- Victime usager : elle doit faire un usage direct de l'ouvrage public. Il s'applique alors le régime de responsabilité de faute présumée de l'administration.

- Victime tiers : c'est le cas le plus «avantageux» pour la victime. La présomption de faute simple peut toutefois être renversée s'il n'y a pas de défaut d'entretien normal. Il s'applique le régime de responsabilité sans faute.

### Suisse
En droit suisse, une victime est définie comme une personne ayant subi une atteinte directe à son intégrité physique, psychique ou sexuelle (du fait d'une infraction),.